# Jonathan Pitroipa
Beninwende Yann Jonathan Pitroipa (Ouagadougou, 12 de abril de 1986) é um ex-futebolista burquinense que atuava como meia. Foi um dos grandes expoentes do país na história, atuando no futebol alemão, francês e do Oriente Médio.

## Carreira
Pitroipa tocou para Planete Champion em sua terra natal Burkina Faso até 2004, quando ele se mudou para a Alemanha. Em 2004, ele assinou com Bundesliga lado SC Freiburg. Ele marcou seu primeiro gol pelo Freiburg com um empate 3-3 com o Greuther Fürth em 22 de setembro de 2006. Ele passou a fazer 75 jogos no campeonato, a Bundesliga e 2.Bundesliga , e marcou 16 gols.

### Hamburger SV
Em julho de 2008, mudou-se para o Hamburger SV, em uma transferência livre. Em sua última temporada na Bundesliga com o Hamburgo, Pitroipa apareceu em 26 jogos somando dois gols e seis assistências. Depois da demissão de cabeça treinador Armin Veh março 2011, Pitroipa expressou seu descontentamento com a situação de coaching. Sob nova gerente de Michael Oenning , Pitroipa foi relegado para um papel pequeno papel para o clube e expressou seu desejo de deixar Hamburgo, em busca de futebol regular. novo diretor de Hamburgo de futebol Frank Arnesen , ex-Chelsea, não ajudou tanto, trazendo muitos jovens jogadores em um esforço para renovar o plantel e começar uma nova era.
Pitroipa último jogo para o clube veio no último dia da temporada da Bundesliga 2010-11, vindo como um 38 'substituto minuto para José Paolo Guerrero no empate 1-1 com o Borussia Mönchengladbach. Pitroipa fizeram um total de 97 aparências para Hamburgo, marcando 6 gols e adicionando 10 assistências. saída Pitroipa, desde o clube era parte de um êxodo em massa de nomes de estrelas, como Frank Rost, Zé Roberto, Mathijsen Joris, Piotr Trochowski e Ruud van Nistelrooy também foram mostrados a porta.

### Stade Rennais

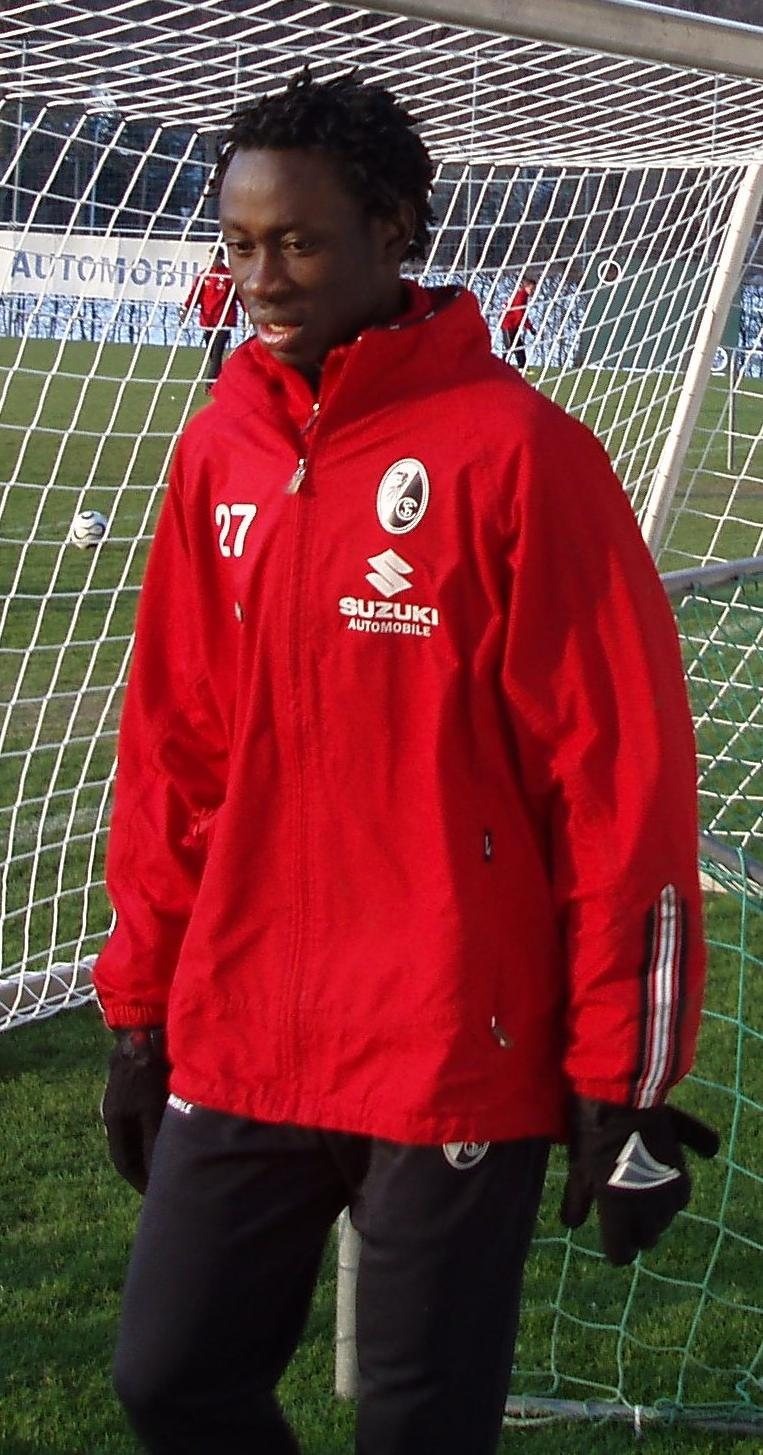
Pitroipa no SC Freiburg

Em 7 de Julho de 2011, ele completou sua transferência para o Stade Rennais para 3.16million R, bem abaixo do € 5.000.000 desejado pelo Hamburgo. Rennes estavam ansiosos em garantir a assinatura do Burkina Faso internacionais por um longo tempo, impressionado com "o seu ritmo e capacidade de finta". Em sua aparição oficial do primeiro para o seu novo clube, Pitroipa marcou uma cinta contra o georgiano lado FC Metalurgi Rustavi na primeira etapa da Europa League Playoff empate em 28 de julho de 2011. Pitroipa fez sua estreia com a Ligue 1 Stade Rennais na estréia do campeonato contra o recém-promovido Dijon em 7 de Agosto de 2011, que terminou em uma vitória 5-1 para Pitroipa de lado. Ele ajudou na build-up para o gol de abertura, proporcionando um passe longo para Abdoulrazak Boukari que, em seguida, jogou-a para Victor Hugo Montano que deslizou-lo dentro Isto marcou a primeira vez em 9 anos que Rennes marcou 5 gols em um jogo da Ligue 1. O fim de semana seguinte Pitroipa marcou seu primeiro Ligue 1 meta para Rennes no empate 1-1 com o PSG em 13 de agosto de 2011. Seu equalizador 88 minutos negou o clube da capital livre-despesa a sua primeira vitória da temporada e garantiu que a sua equipa manteve-se invicto em seus dois primeiros passeios no campeonato.
Depois de derrotar Metalurgi Rustavi 7-2 no agregado, Rennes defrontar o Estrela Vermelha de Belgrado na Liga Europa Play-off . Pitroipa começou a primeira etapa no Stadion FK Crvena Zvezda na Sérvia e continuou a sua forma de gol multa, pescando o gol de empate para sua equipe aos 41 minutos. Substituto Victor Montano agarrou o gol da vitória para os visitantes no segundo metade, colocando-os em uma posição confortável para avançar para a fase de grupos da Liga Europa. Rennes venceu a segunda etapa de forma convincente, por 4-0, para avançar para a fase de grupos.
Pitroipa bater Bakary Kone para a bola e disparou passado Hugo Lloris para ajudar Rennes gravar uma vitória por 2-1 sobre o Lyon em 18 de Novembro e subir para o quarto lugar na Ligue 1 da tabela. Em 4 de Março de 2012, virou Pitroipa em "Man of the Match" desempenho contra Lorient como ele marcou uma greve de 25 jardas brilhante com o pé esquerdo e, em seguida, desde uma assistência para Youssouf Hadji, o homem que montou objetivo Pitroipa, para ganhar a vitória por 2-0. Depois de um labiríntico executado através de quatro Evian defensores, Pitroipa loft a bola por cima onrushing goleiro Stephan Andersen como Rennes venceu por 3-1 em 7 de Abril para reforçar a sua oferta para o futebol europeu. No jogo contra o Rennes Nice, em 16 de Abril, Pitroipa fintou Digard Didier antes de entalhar o gol, dando Rennes uma vitória de 3-1 e colocando-os dois pontos de distância de uma Liga Europa local. Pitroipa ajudou Rennes terminar em sexto lugar com 60 pontos, graças a marcar um gol na derrota 5-0 de relegado Dijon em 20 de Maio de 2012, o resultado não foi bom o suficiente para proteger o futebol europeu para 2012-13 embora.

## Carreira internacional
Pitroipa fez sua estreia pelo Burkina Faso em 2006. Ele fazia parte do esquadrão final no 2010 Taça de África das Nações em Angola.